# Sharon (Tennessee)
Sharon – miasto w Stanach Zjednoczonych, w stanie Tennessee, w hrabstwie Weakley.